# Coos van der Tuyn

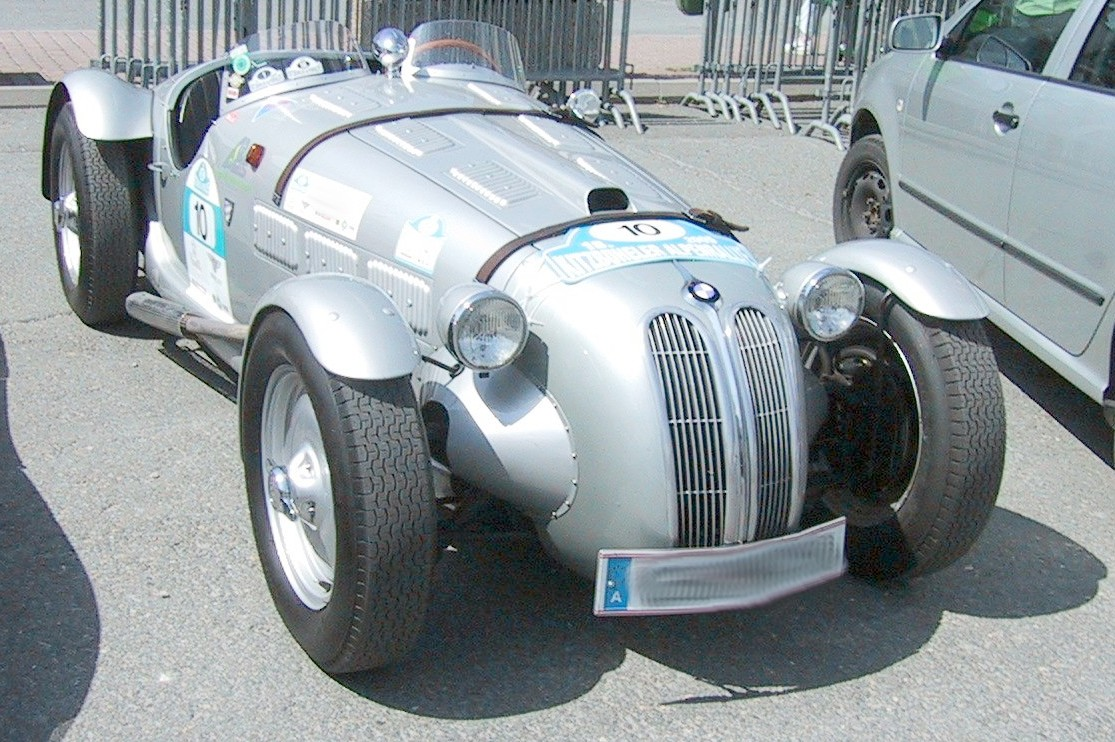
Auto van Coos van der Tuyn

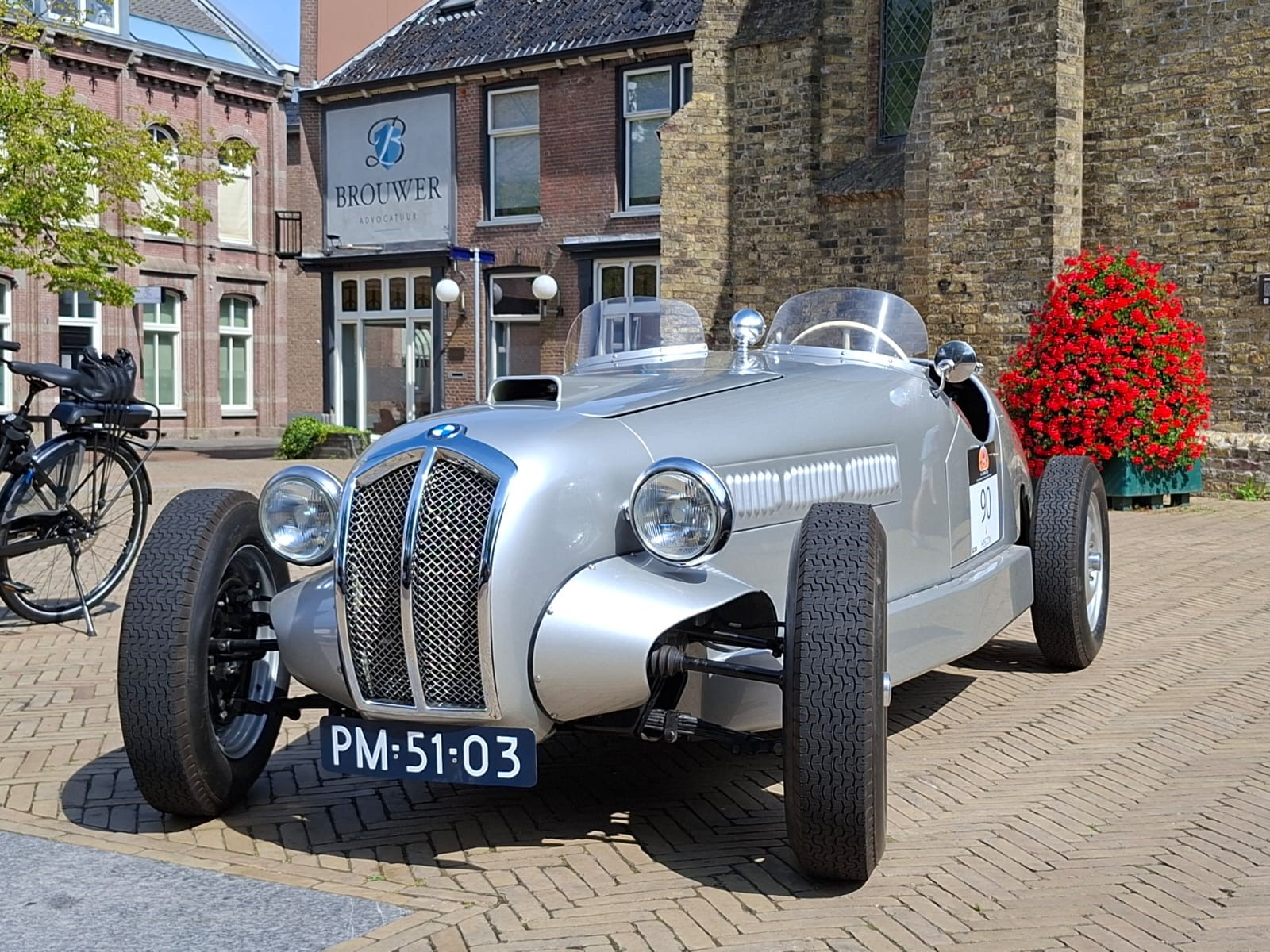
BMW Cotura #3 (1937 326 based)

Coos van der Tuyn was een Nederlands autocoureur die in de jaren 40 diverse races reed.

## Carrière
Van der Tuyn is vooral bekend geworden vanwege zijn onder eigen merk omgebouwde BMW-raceauto's. Hij bouwde minimaal twee BMW's van het type 328 (uit de bouwjaren 1937 en 1938) om en voorzag ze van een eigen lichtgewicht carrosserie. Deze auto's werden bekend als Cotura RS (Cotura staat voor Coos van der Tuyn Racing. Ook is een door Coos van der Tuyn verkort chassis van een BMW 326 (bouwjaar 1936) bekend. Echter deze is door zijn overlijden in de jaren 50 niet meer door hem voltooid.
De Cotura RS leek op de Frazer-Nash Le Mans-replica. Dat was niet onlogisch, omdat dit model voorzien was van de Bristol tweelitermotor, die zelf weer een afstammeling was van dezelfde BMW 328-motor. De Cotura-versie van de BMW-motor was voorzien van enkele van de Bristol-verbeteringen, zoals betere carburateurs.